# كارلوس إدواردو (لاعب كرة قدم)
كارلوس إدواردو هو لاعب كرة قدم برازيلي في مركز حراسة المرمى، ولد في 1992 في بورتو أليغري في البرازيل. لعب مع كونكورديا أتلتيكو ‏.

## وصلات خارجية
- كارلوس إدواردو (لاعب كرة قدم) على موقع قاعدة بيانات كرة القدم.إي يو (الإنجليزية)
- كارلوس إدواردو (لاعب كرة قدم) على موقع قاعدة بيانات كرة القدم.إي يو (الإنجليزية)
- كارلوس إدواردو (لاعب كرة قدم) على موقع Soccerway.com (الإنجليزية)